# DDR3 SDRAM
Ne doit pas être confondu avec GDDR3.

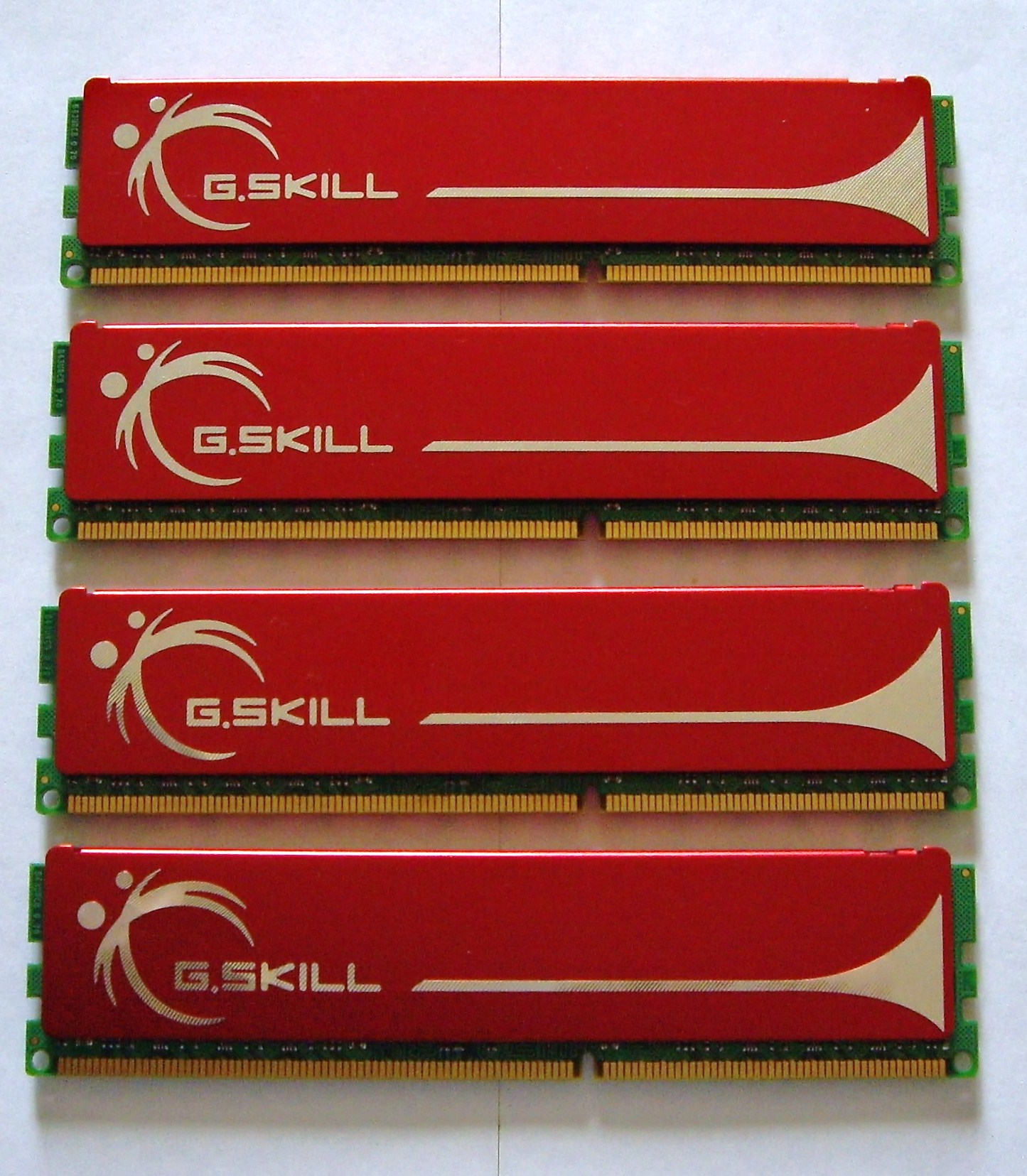
Mémoire (SDRAM) de type DDR3.

Le DDR3 SDRAM, plus généralement connu sous la forme simplifiée DDR3, est un standard de mémoire vive dynamique électronique défini par le JEDEC, destiné à être progressivement utilisé dans les ordinateurs personnels commercialisés à partir de l’année 2007.
DDR3 SDRAM est un sigle anglais pour Double Data Rate 3rd generation Synchronous Dynamic Random Access Memory, signifiant en français mémoire à accès direct (aléatoire étant une traduction mot à mot, qui ne correspond pas à l’idée d’accès direct à une « case » mémoire d’adresse colonne+ligne) synchrone à débit de données doublé de troisième génération. Le standard DDR3 a été élaboré dans le but de succéder au standard DDR2, en offrant des améliorations de performances tout en diminuant la consommation électrique.

## Vue d'ensemble

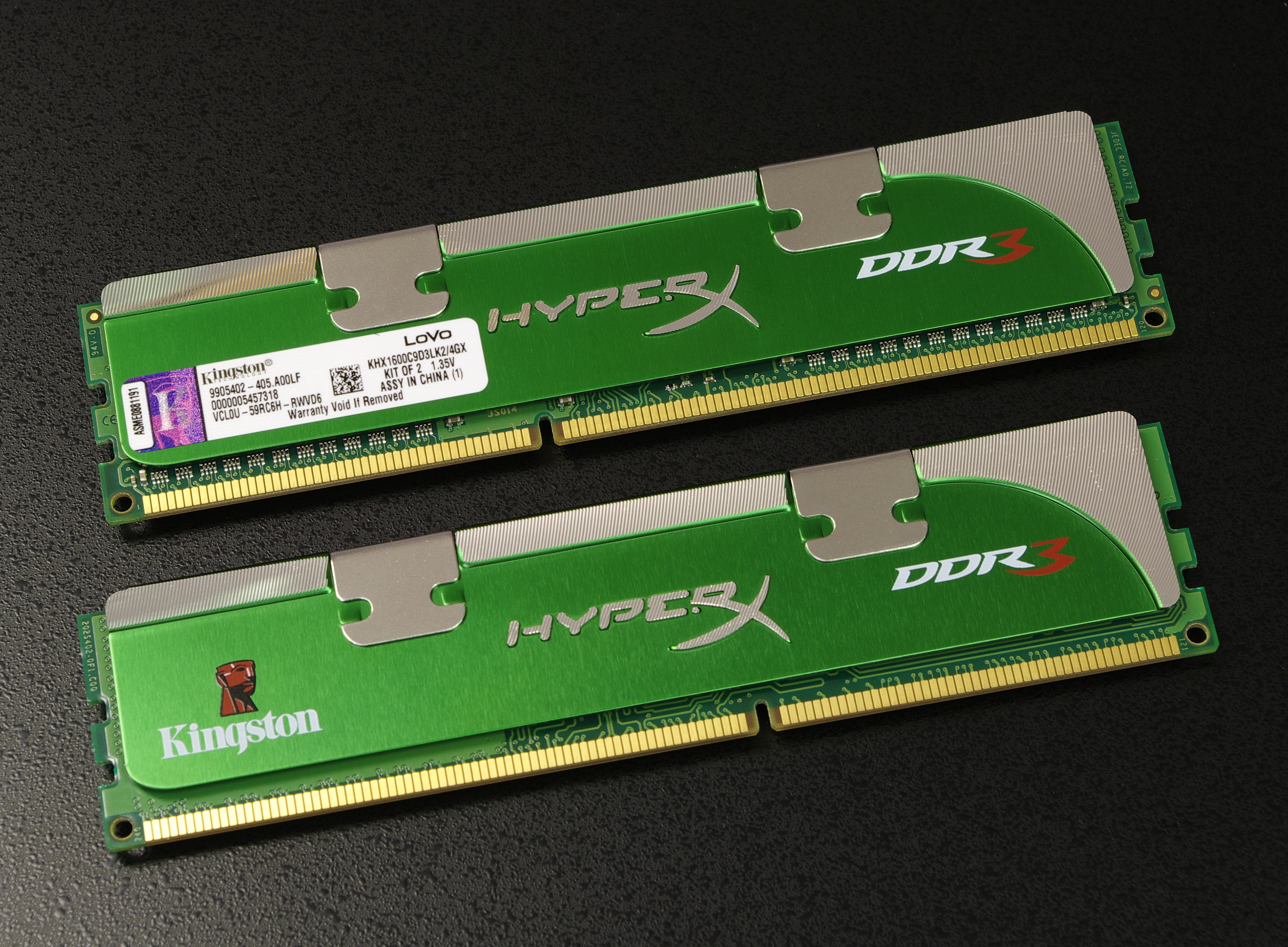
Mémoire DDR3 1600 faible tension avec dissipateur thermique.

Comparaison des DIMM, de la DDR à la DDR4. On notera la position différente de l'encoche.

Une barrette mémoire DIMM DDR3 comporte 240 contacts. Les SO-DIMM DDR3, destinées aux ordinateurs portables, ont quant à elles 204 contacts.
La consommation énergétique d'une mémoire DDR3 est de 40 % inférieure à celle d'une mémoire DDR. Ceci est permis par une baisse de la tension utilisée, de 2,5 V sur la DDR à 1,8 V sur la DDR2, 1,5 V sur la DDR3 et même 1,35 V sur la DDR3L. La finesse de gravure de DDR3 n’excède pas 90 nanomètres ; cette technologie permet une réduction de l’utilisation du courant électrique et de la tension électrique de fonctionnement. De plus, des transistors à deux grilles (dual-gate) sont utilisés pour réduire la fuite de courant électrique. Elle permet également (comme avec les CPU et GPU), de baisser la consommation et d'augmenter la fréquence de fonctionnement.
La mémoire tampon de prélecture pour la DDR3 est d’une largeur de 8n (huit mots par accès mémoire), alors qu’elle était de 4n (quatre mots par accès mémoire) pour la DDR2, et seulement 2n (deux mots) pour la DDR.
Les barrettes de mémoire DDR2 ne pouvaient pas dépasser les 10 Go/s, celles DDR3 permettent le double.
La latence n’a pas été améliorée sur la DDR3 : les DDR3-1600 atteignent des timings de 7-7-7, correspondant au CAS-RAS-LCAS. En comparaison, les timings des meilleures DDR2-400 et DDR2-800 sont 2-2-2 et 3-3-3. S’agissant de cycles d’horloge, il faut se rapporter à la fréquence qui est ici double en DDR3 ; les timings sont donc très peu différents entre ces deux normes de mémoire.
La marque japonaise Buffalo Technology fut la première à lancer la commercialisation de ce type de barrettes en mai 2007 au Japon, soit deux ans après les premiers prototypes, alors que les premières cartes mères supportant la mémoire DDR3 apparurent au salon du Computex début juin 2007 à Taipei. Elles étaient basées sur le chipset P35 Express d’Intel.
La mémoire GDDR3 est quant à elle destinée au marché des cartes graphiques, et ne peut être assimilée à la DDR3.

## Spécifications standards

### Puces
- DDR3-800 : Puces de mémoire DDR3-SDRAM conçues pour être cadencées à 100 MHz et l’horloge d’E/S à 400 MHz.
- DDR3-1066 : Puces de mémoire DDR3-SDRAM conçues pour être cadencées à 133 MHz et l’horloge d’E/S à 533 MHz.
- DDR3-1333 : Puces de mémoire DDR3-SDRAM conçues pour être cadencées à 166 MHz et l’horloge d’E/S à 667 MHz.
- DDR3-1600 : Puces de mémoire DDR3-SDRAM conçues pour être cadencées à 200 MHz et l’horloge d’E/S à 800 MHz.
- DDR3-1866 : Puces de mémoire DDR3-SDRAM conçues pour être cadencées à 233 MHz et l’horloge d’E/S à 933 MHz.
- DDR3-2133 : Puces de mémoire DDR3-SDRAM conçues pour être cadencées à 266 MHz et l’horloge d’E/S à 1 066 MHz.

Le sigle « DDR3 » ou « PC3 » définissant la mémoire DDR3 est fréquemment complété par une lettre, informant sur la tension et le niveau de consommation électrique. Un module demandant une tension plus élevée ne fonctionnera pas sur une carte mère ne délivrant qu'une tension plus basse :
- DDR3 ou PC3 : 1,5 volt - N'opère qu'à cette tension. Ne fonctionnera pas sur une alimentation moindre.
- DDR3L ou PC3L : « Low power » 1,35 volt - Opère à 1,35 volt, mais compatible avec une alimentation 1,5 volt.
- DDR3U ou PC3U : « Ultra-low power » 1,25 volt - Opère à 1,25 volt, mais compatible avec les alimentations 1,35 ou 1,5 volt - Parfois ces modules « U » ne respectent pas le standard JEDEC[réf. souhaitée].

### Barrettes mémoire
| Nom       | Nom  | Nom       | Puce                      | Puce                | Bus                       | Bus                      | Bus                   | Timings     | Timings          |
| Standard  | Type | Module    | Fréquence d'horloge (MHz) | Temps de cycle (ns) | Fréquence d'horloge (MHz) | Taux de transfert (MT/s) | Bande passante (Mo/s) | CL-TRCD-TRP | Latence CAS (ns) |
| --------- | ---- | --------- | ------------------------- | ------------------- | ------------------------- | ------------------------ | --------------------- | ----------- | ---------------- |
| DDR3-800  | D    | PC3-6400  | 100                       | 10                  | 400                       | 800                      | 6400                  | 5-5-5       | 12.5             |
| DDR3-800  | E    | PC3-6400  | 100                       | 10                  | 400                       | 800                      | 6400                  | 6-6-6       | 15               |
| DDR3-1066 | E    | PC3-8500  | 1331⁄3                    | 71⁄2                | 5331⁄3                    | 10662⁄3                  | 85331⁄3               | 6-6-6       | 11.25            |
| DDR3-1066 | F    | PC3-8500  | 1331⁄3                    | 71⁄2                | 5331⁄3                    | 10662⁄3                  | 85331⁄3               | 7-7-7       | 13.125           |
| DDR3-1066 | G    | PC3-8500  | 1331⁄3                    | 71⁄2                | 5331⁄3                    | 10662⁄3                  | 85331⁄3               | 8-8-8       | 15               |
| DDR3-1333 | F*   | PC3-10600 | 1662⁄3                    | 6                   | 6662⁄3                    | 13331⁄3                  | 106662⁄3              | 7-7-7       | 10.5             |
| DDR3-1333 | G    | PC3-10600 | 1662⁄3                    | 6                   | 6662⁄3                    | 13331⁄3                  | 106662⁄3              | 8-8-8       | 12               |
| DDR3-1333 | H    | PC3-10600 | 1662⁄3                    | 6                   | 6662⁄3                    | 13331⁄3                  | 106662⁄3              | 9-9-9       | 13.5             |
| DDR3-1333 | J*   | PC3-10600 | 1662⁄3                    | 6                   | 6662⁄3                    | 13331⁄3                  | 106662⁄3              | 10-10-10    | 15               |
| DDR3-1600 | G*   | PC3-12800 | 200                       | 5                   | 800                       | 1600                     | 12800                 | 8-8-8       | 10               |
| DDR3-1600 | H    | PC3-12800 | 200                       | 5                   | 800                       | 1600                     | 12800                 | 9-9-9       | 11.25            |
| DDR3-1600 | J    | PC3-12800 | 200                       | 5                   | 800                       | 1600                     | 12800                 | 10-10-10    | 12.5             |
| DDR3-1600 | K    | PC3-12800 | 200                       | 5                   | 800                       | 1600                     | 12800                 | 11-11-11    | 13.75            |
| DDR3-1866 | J*   | PC3-14900 | 2331⁄3                    | 42⁄7                | 9331⁄3                    | 18662⁄3                  | 149331⁄3              | 10-10-10    | 10.56            |
| DDR3-1866 | K    | PC3-14900 | 2331⁄3                    | 42⁄7                | 9331⁄3                    | 18662⁄3                  | 149331⁄3              | 11-11-11    | 11.786           |
| DDR3-1866 | L    | PC3-14900 | 2331⁄3                    | 42⁄7                | 9331⁄3                    | 18662⁄3                  | 149331⁄3              | 12-12-12    | 12.857           |
| DDR3-1866 | M*   | PC3-14900 | 2331⁄3                    | 42⁄7                | 9331⁄3                    | 18662⁄3                  | 149331⁄3              | 13-13-13    | 13.929           |
| DDR3-2133 | K*   | PC3-17000 | 2662⁄3                    | 3⁄4                 | 10662⁄3                   | 21331⁄3                  | 170662⁄3              | 11-11-11    | 10.313           |
| DDR3-2133 | L    | PC3-17000 | 2662⁄3                    | 3⁄4                 | 10662⁄3                   | 21331⁄3                  | 170662⁄3              | 12-12-12    | 11.25            |
| DDR3-2133 | M    | PC3-17000 | 2662⁄3                    | 3⁄4                 | 10662⁄3                   | 21331⁄3                  | 170662⁄3              | 13-13-13    | 12.188           |
| DDR3-2133 | N*   | PC3-17000 | 2662⁄3                    | 3⁄4                 | 10662⁄3                   | 21331⁄3                  | 170662⁄3              | 14-14-14    | 13.125           |

* optionnel
Le "préfixe" DDR3- suivi d'un nombre indique le taux de transfert des données et décrit les puces DDR ; tandis que "PC3-" précède un numéro (aux deux derniers chiffres arrondis) indiquant la bande passante théorique, et est utilisé pour décrire les DIMM assemblés. La bande passante est calculée en multipliant par huit le taux de transfert par seconde. Ceci parce que les modules mémoire DDR3 transfèrent les données sur un bus large de 64 bits, et puisqu'un octet comprend 8 bits, ceci donne 8 octets de données par transfert.
Avec deux transferts par cycle d'un signal d'horloge quadruplé, un module DDR3 de 64 bits de large peut atteindre une bande passante allant jusqu'à 64 fois la fréquence d'horloge de la mémoire. Les données étant transférées par 64 bits à la fois dans un module mémoire, la DDR3 SDRAM a une bande passante de : (fréquence d'horloge de la mémoire) × 4 (multiplicateur du bus I/O) × 2 (double data rate) × 64 (nombre de bits transférés) / 8 (nombre de bits dans un octet). Avec une fréquence d'horloge de la mémoire de 100 MHz, la DDR3 SDRAM a une bande passante maximale de 6400 Mo/s.
Le taux de transfert (en MT/s) est de double de la fréquence d'horloge du bus I/O (en MHz) à cause du double data rate de la mémoire DDR. Comme expliqué plus haut, la bande passante en Mo/s est le taux de transfert des données multiplié par huit.
CL ou Latence CAS – Nb. cycles d'horloge entre l'envoi d'une adresse de colonne à la mémoire et le début de l'envoi des données
tRCD – Nb. cycles d'horloge entre l'activation de la rangée et la lecture/écriture
tRP – Nb. cycles d'horloge entre le préchargement de la rangée et son activation
Les fréquences fractionnaires sont normalement arrondies par défaut, mais l'arrondi à 667 est commun car le nombre exact étant 6662⁄3, l'arrondi est fait vers l'entier le plus proche. Certains fabricants arrondissent aussi à une certaine précision ou par excès. Par exemple, la mémoire PC3-10666 pourrait être appelée PC3-10600 ou PC3-10700.
Note : Tous les types listés ci-dessus sont spécifiés par la norme JEDEC JESD79-3F:157–165. Toutes les bandes passantes RAM situées entre ou au-dessus de ces spécifications listées ne sont pas standardisées par le JEDEC — ce sont souvent de simples optimisations du fabricant qui utilise des puces à tolérance élargie ou survoltées. Parmi ces spécifications non standards, les vitesses les plus élevées devraient atteindre la DDR3-3200.
Désignations alternatives : Les modules DDR3 sont souvent incorrectement appelés avec le préfixe PC (au lieu de PC3), pour des raisons marketing, suivi par la bande passante. Avec cette convention, le module PC3-10600 est appelé PC1333.
La définition de la bande passante est généralement complétée d'une lettre identifiant le type de module. En l'absence de cette lettre, il s'agit de mémoire « unbuffered » :
- U : Unbuffered (240 pins DIMM)
- R : Registered (240 pins DIMM)
- V : VLP registered (240 pins DIMM)
- L : LR (240 pins DIMM)
- S : Unbuffered (204 pins SO-DIMM)
- A : ECC (204 pins SO-DIMM)
- E : VLP ECC (240 pins UDIMM)
- M : ULP (244 pins mini UDIMM)

## Rétrocompatibilité
Les barrettes de mémoire DDR3 ne sont pas rétrocompatibles avec les versions de mémoire précédentes, la DDR et DDR2. C’est-à-dire qu’un module DIMM DDR3 ne peut pas être utilisé, ni même inséré, dans une fente de mémoire conçue pour une version différente. De même, une barrette DIMM DDR2 ne peut être insérée dans une fente de carte mère destinée à accueillir une barrette DDR3.